# Остерија деле Ночи (Сијена)
Остерија деле Ночи је насеље у Италији у округу Сијена, региону Тоскана.
Према процени из 2011. у насељу је живело 49 становника. Насеље се налази на надморској висини од 521 м.